# Dättlikon
Dättlikon (gzu. Tädlike) – miejscowość i gmina (Politische Gemeinde) w północnej Szwajcarii, w kantonie Zurych, w okręgu (Bezirk) Winterthur. Leży nad rzeką Töss.

## Demografia
W Dättlikonie mieszka 829 osób. W 2021 roku 6,9% populacji gminy stanowiły osoby urodzone poza Szwajcarią.